# Автентифікатор
Автентифікатор — безпековий механізм, що використовується для підтвердження ідентичності користувача шляхом генерації одноразового пароля або за допомогою іншого методу аутентифікації. Автентифікатори можуть бути апаратними пристроями, мобільними додатками або веб-сервісами.